# Brookhaven (Mississippi)
Brookhaven è una città (city) degli Stati Uniti d'America, capoluogo della contea di Lincoln, nello Stato del Mississippi.